# Sint-Pieterskerk (Kortessem)

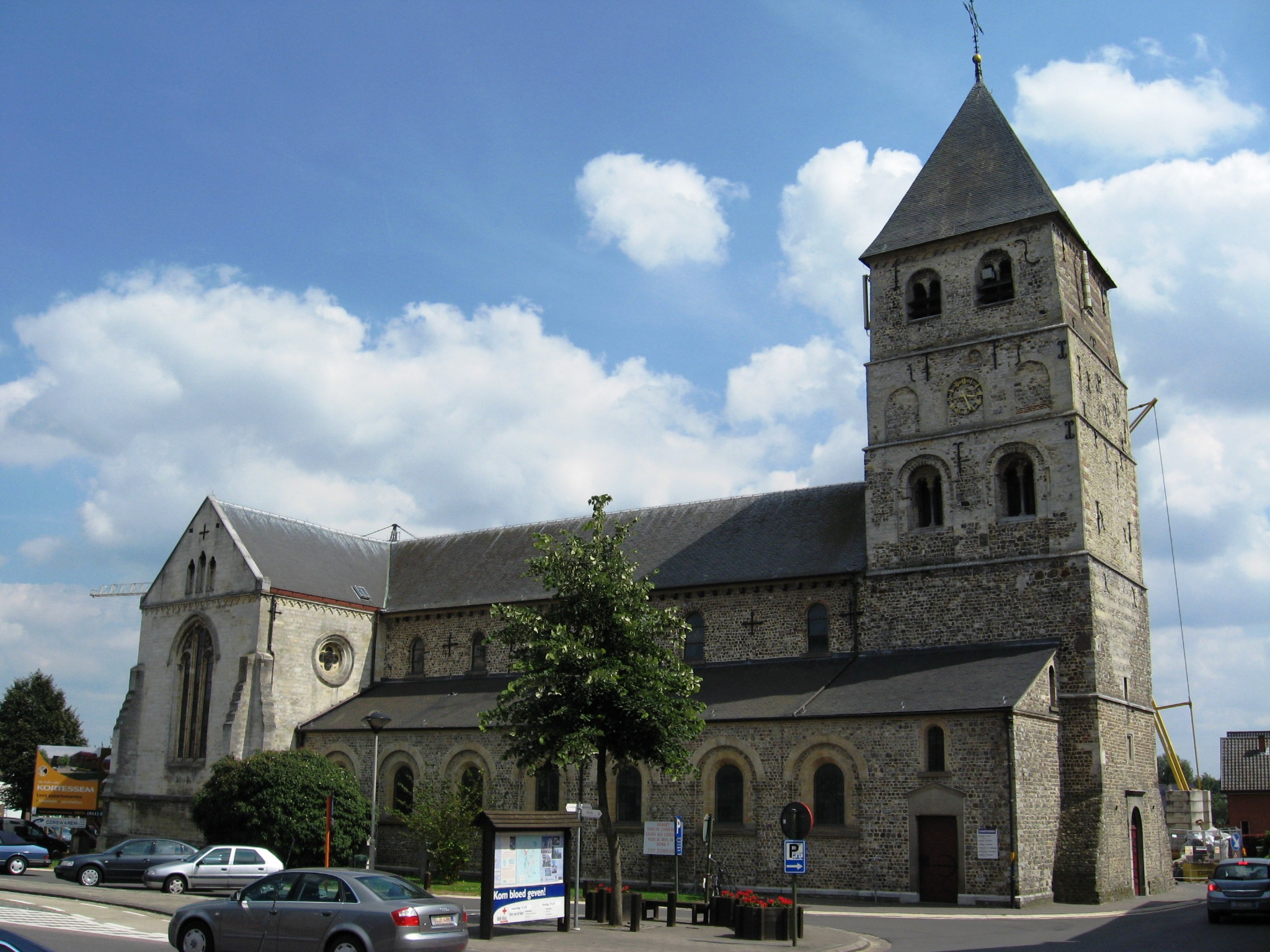
Sint-Pieterskerk

De Sint-Pieterskerk is de parochiekerk van Kortessem, gelegen aan het Kerkplein nr. 1.

## Geschiedenis
In de 11e eeuw werd voor het eerst melding gemaakt van een kerk. Tussen 1026 en 1038 werd een Romaanse middenbeuk gebouwd. De Romaanse westtoren dateert van de 2e helft van de 12e eeuw. In 1270-1272 werd een vroeggotisch koor en transept aangebracht.
In 1225 werd de kerk tot een kapittelkerk. 
De kerk had veel te lijden van geweld. In 1468 werd ze geplunderd door troepen van Karel de Stoute. In 1490 werd ze in brand gestoken door de benden van Jehannot-le-Bâtard. De troepen van Willem van Oranje richtten in 1568 eveneens vernielingen aan. Ook later vonden nog plunderingen plaats, onder meer door Franse troepen.
Restauratie vond plaats in 1870-1875, onder leiding van Herman Jaminé, waarbij de zijbeuken werden vergroot in neoromaanse stijl, met gebruikmaking van oud materiaal.

## Gebouw
De kerk is een driebeukige kruisbasiliek met gedeeltelijk ingebouwde westtoren. Middenschip en toren zijn gebouwd in breuksteen, met silex en kwartsiet. De toren heeft vijf geledingen. Een mergelstenen rondboog geeft toegang tot het schip. De zijbeuken zijn laag en lopen door tot aan de voorkant van de toren.

## Interieur
In het transept en het koor zijn gotische gewelven. Het stucwerk in het koor is uit ongeveer 1780, in Lodewijk XVI-stijl. Dit toont diverse emblemen, en taferelen.
De schilderijen zijn 18e-eeuws (Johannes Evangelist en de Doop van Jezus; de Kruisvinding).
Ook zijn er enkele 18e-eeuwse heiligenbeelden: Sint-Hubertus, Sint-Petrus, Sint-Paulus en Sint-Rochus. 
Het eiken hoofdaltaar, midden 18e eeuw, is in Lodewijk XV-stijl. In de doopkapel bevindt zich een, eveneens 18e-eeuws, altaar in zwart en wit marmer. De communiebank is uit 1739, en ook de biechtstoelen zijn 18e-eeuws.
Het orgel werd vervaardigd door A. Clerinx uit Sint-Truiden, en in 1950 werd het omgebouwd door de firma Pels.
Een glas-in-loodvenster uit 1608 werd in 1877 gerestaureerd door Van der Poorten, welke nog een aantal andere vensters voor de kerk heeft vervaardigd.
Op het kerkhof zijn 16e-, 17e- en 18e-eeuwse grafstenen te zien, onder anderen van enkele eigenaren van Kasteel Printhagen, hoogwaardigheidsbekleders van het kapittel, en anderen.